# بايغل
البايغل (بالبولندية: bajgiel) (باليديشية: בײגל) (بالإنجليزية: Bagel، ت.ح. ''البايگل'') هو نتاج خبزي شاع في مجتمعات يهودية في بولندا. عادة يُشَكَّلُ البايغل يدويا في حلقات بحجم اليد تقريبا، من عجين القمح المخمر. تسلق العجينة مؤقتا في الماء أولا ثم تُخبز. النتيجة لها داخلية كثيفة وعلكية  ولينة وفي نفس الوقت لها قشرة محمصة ومقرمشة. أحيانا البايغل مغطى ببذور دوار الشمس والسمسم والخشخاش وغيرها، وقد يرش عليها الملح كذلك، وهناك أنواع مختلفة من العجين، مثل الحبوب الكاملة أو الشعير.
ان تأصيلات نسب البايغل متناقضة، وقد اشتهر بإنه تناول في المجتمعات اليهودية في أوروبا الشرقية منذ القرن السابع عشر، حيث كان اول ذكر مشهور للبايغل في سنة 1610، جاء في مراسيم المجتمع اليهودي في مدينة كراكوف البولندية. لكن تكشف ابحاث الارشيفات الدولية بإنه انتقل عبر اليهود المهاجرين وهذا مما ينفي قصص نسب ابتكاره لليهود.

## معرض الصور

الأنواع
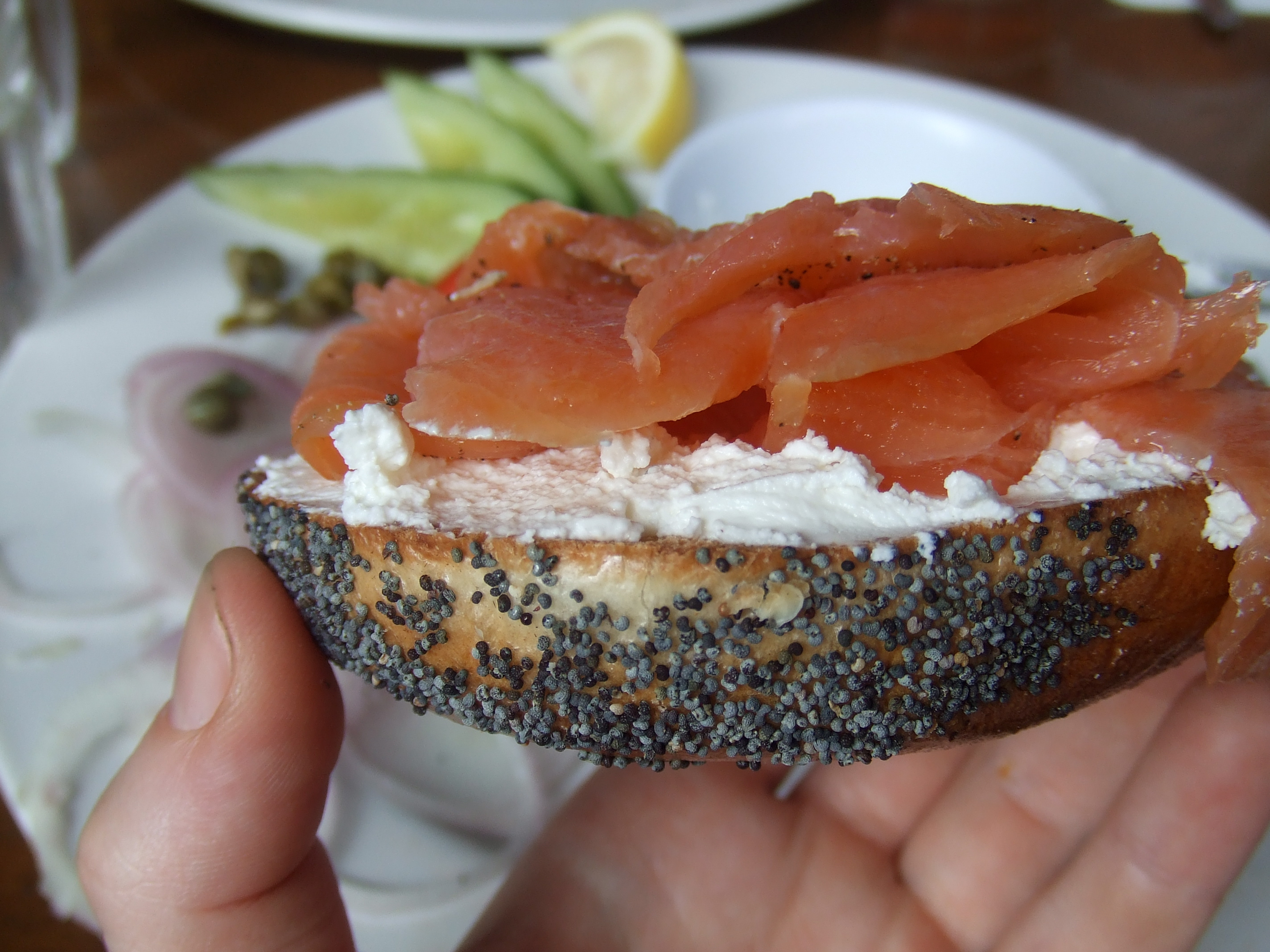
البايغل بكريمة الجبنة ولوكس (السلمون المدخن) يعتبر جزءا تقليديا من المطبخ الأميركي اليهودي ويعرف أيضا باسم "لوكس أند أ شمير".
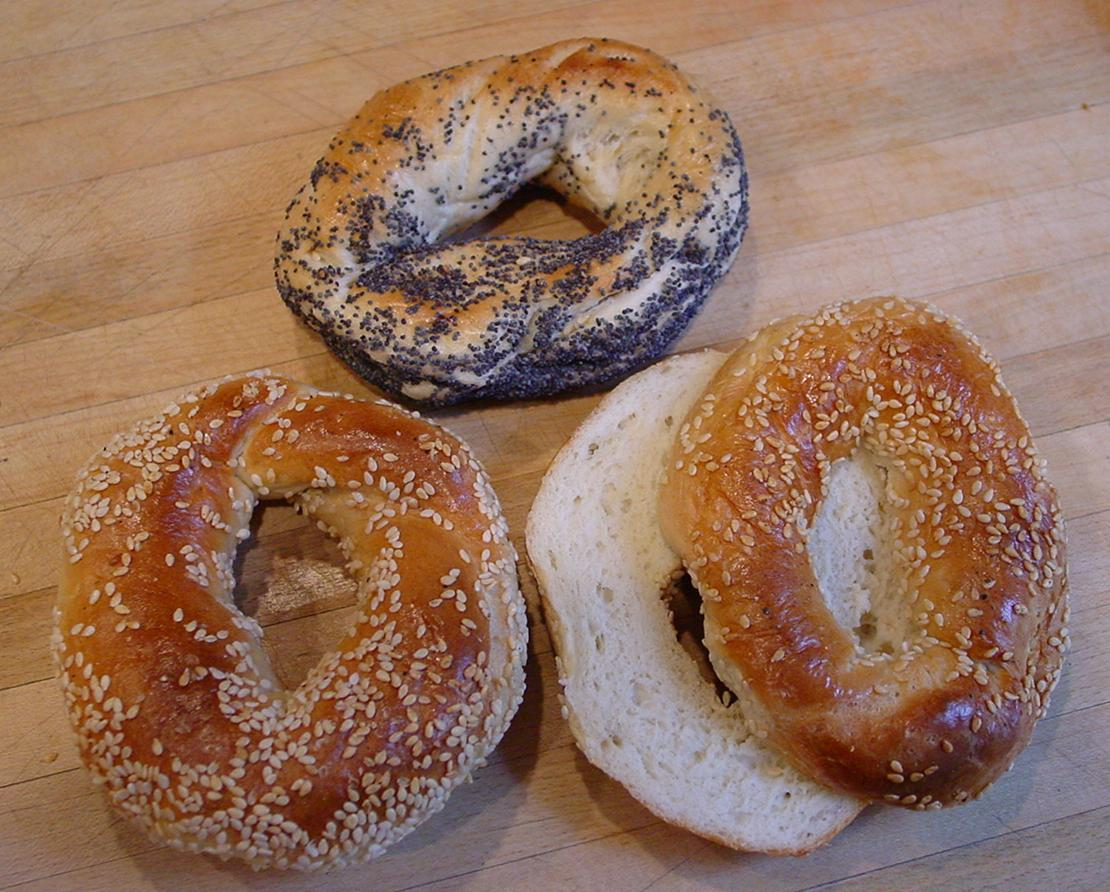
3 بايغل بأسلوب مونتريال: واحد ببذور الخشخاش واثنان ببذور السمسم.
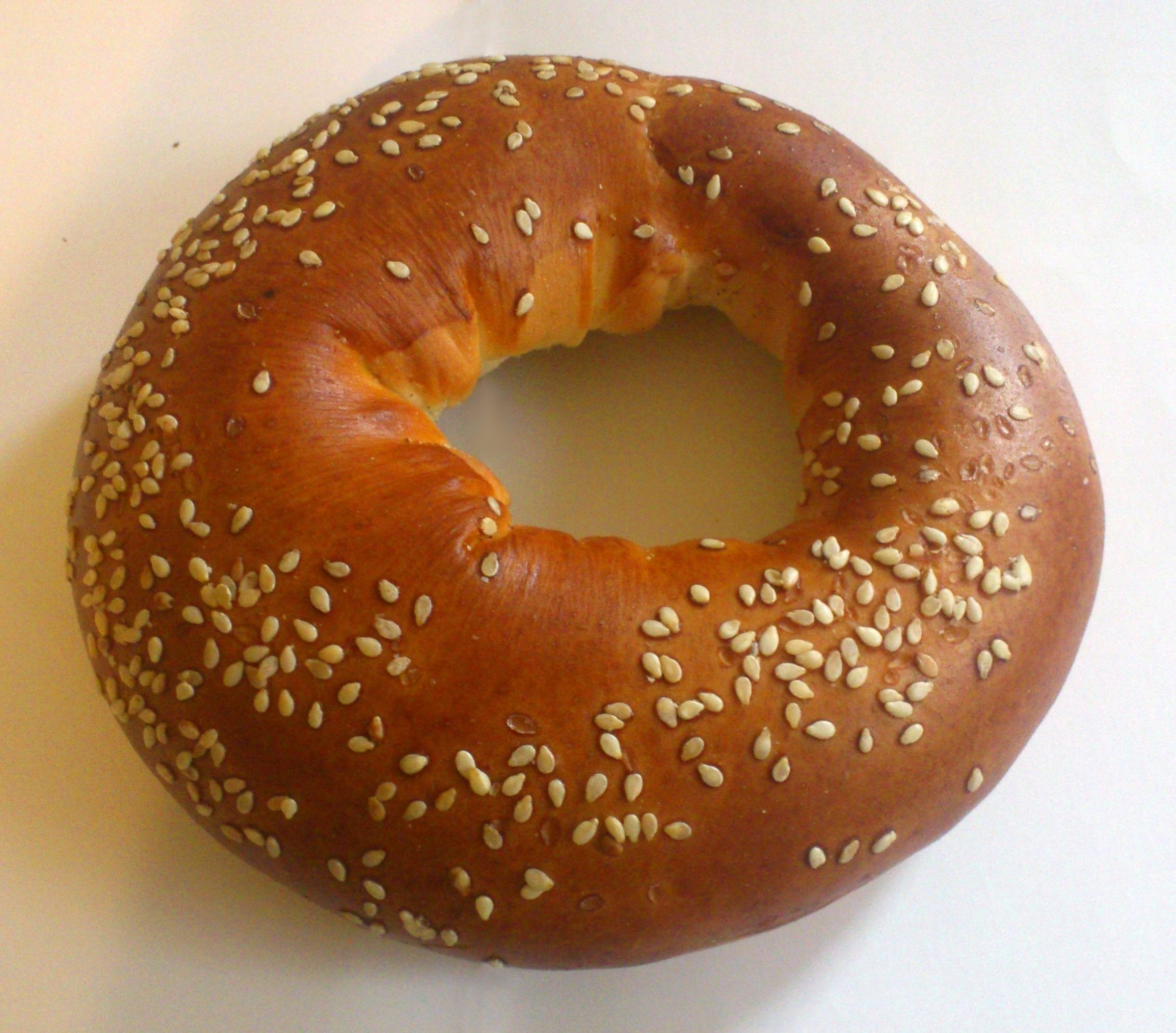
بوبليك من أوكرانيا
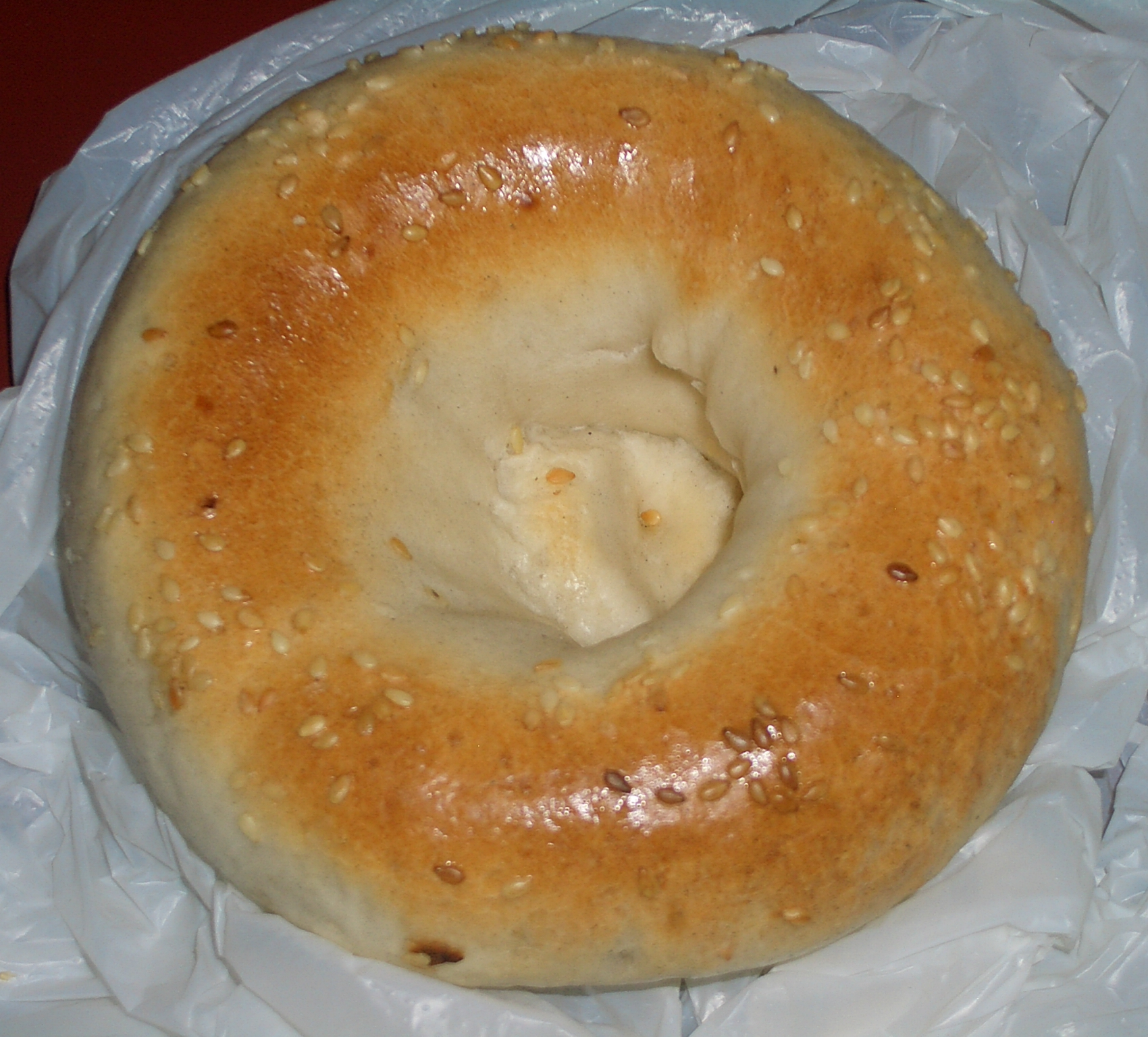
گرده نان من الأويغور في مطعم مسلم في مدينة غوانزو الصينية.
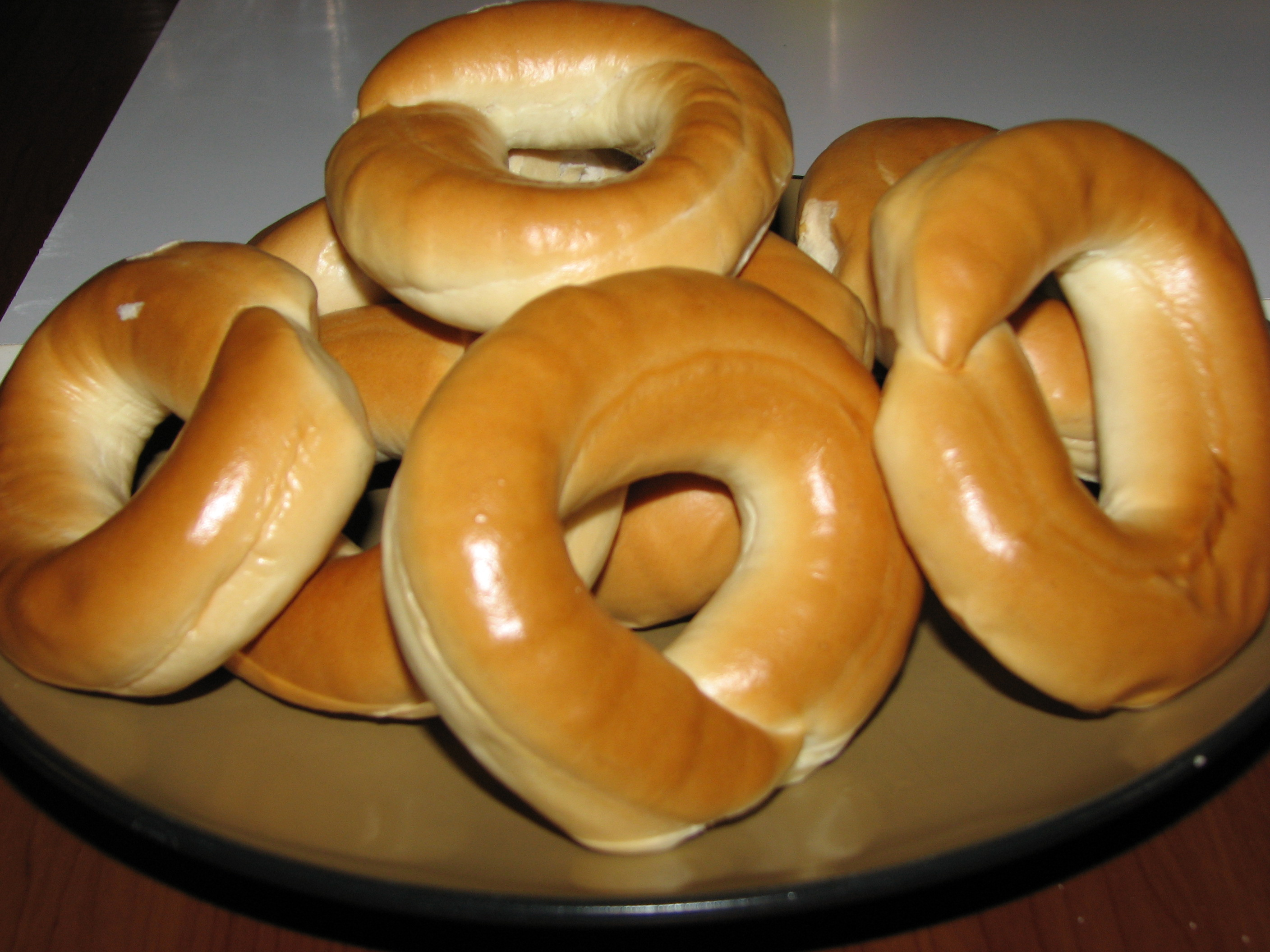
الڤسيرينكالي من فنلندا.
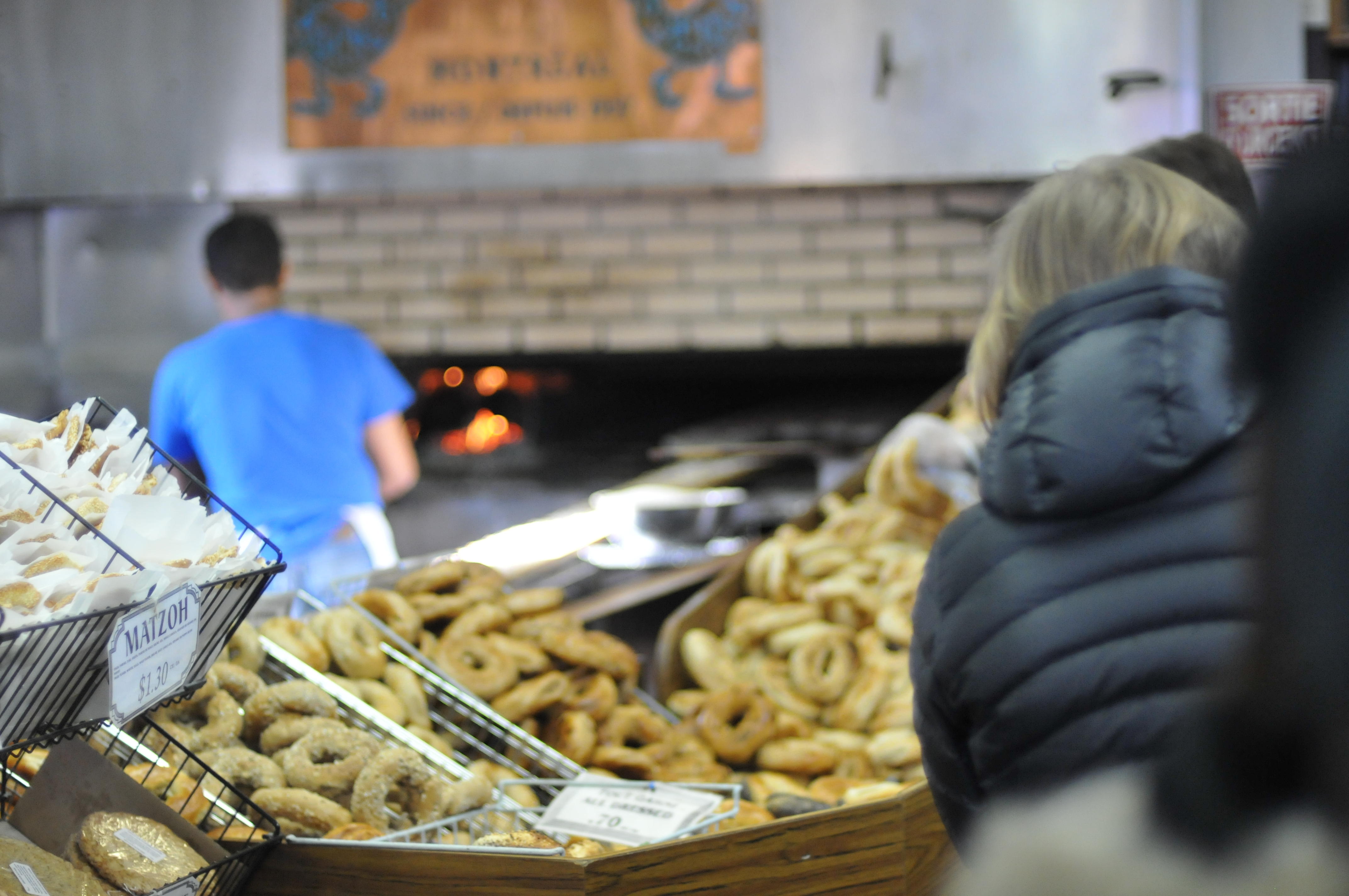
صف (طابور) صباح يوم السبت للبايغل في مونتريال.